# 汤利陨石坑
汤利陨石坑(Townley)是位于月球正面赤道区泡沫海西北岸的一座小撞击坑，其名称取自美国天文学家及大地测量学家西德尼·迪安·汤利(Sidney Dean Townley，1867年-1946年)，1976年被国际天文学联合会正式批准认可。

## 描述

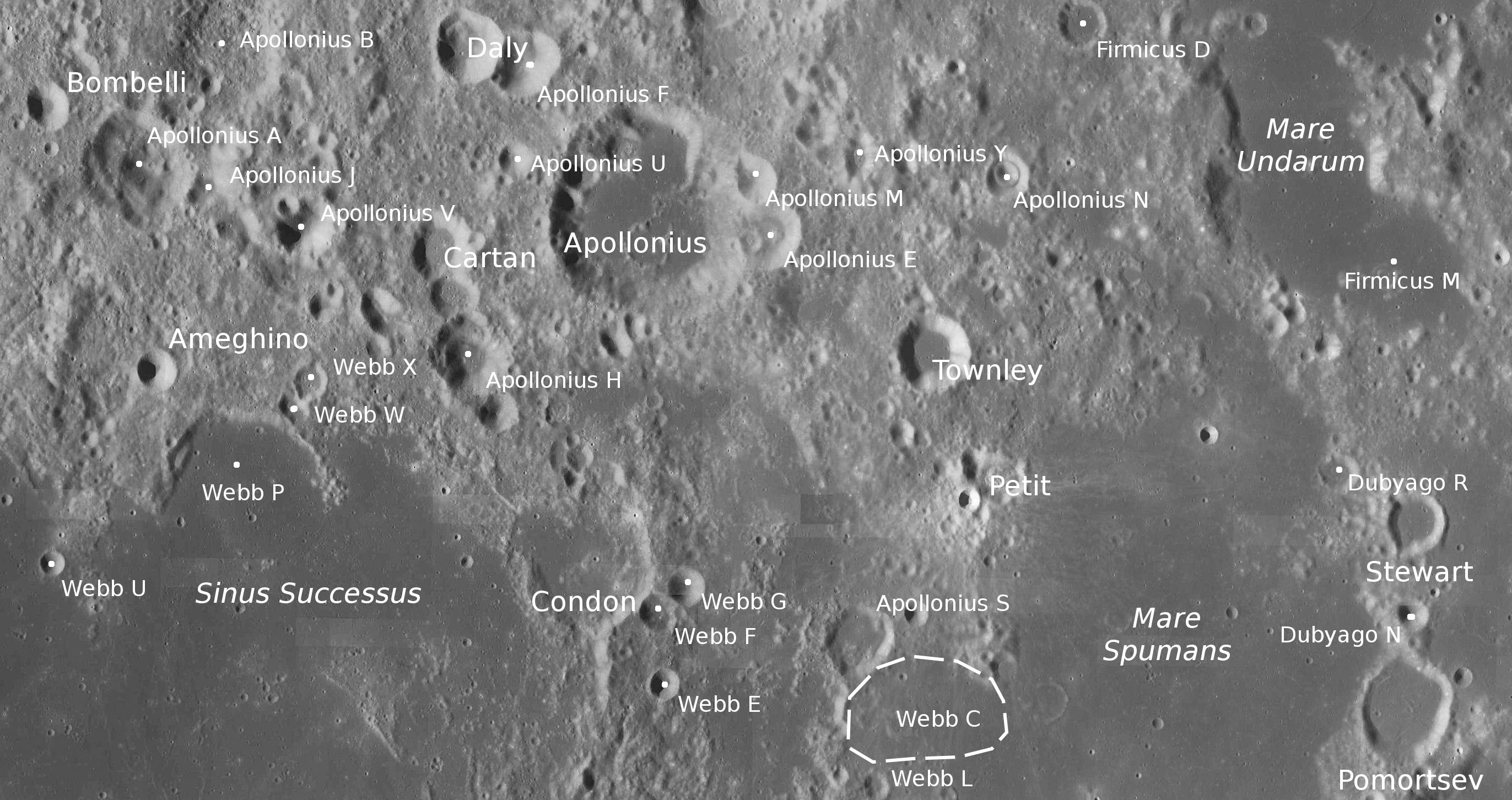
汤利陨石坑周边图，月球勘测轨道飞行器拍摄。

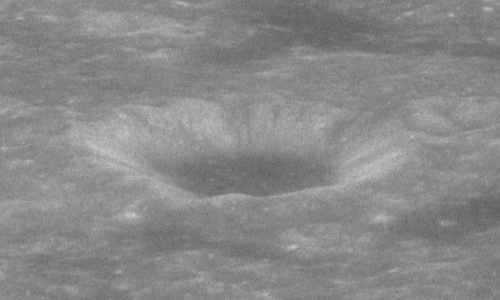
阿波罗11号拍摄的斜视图

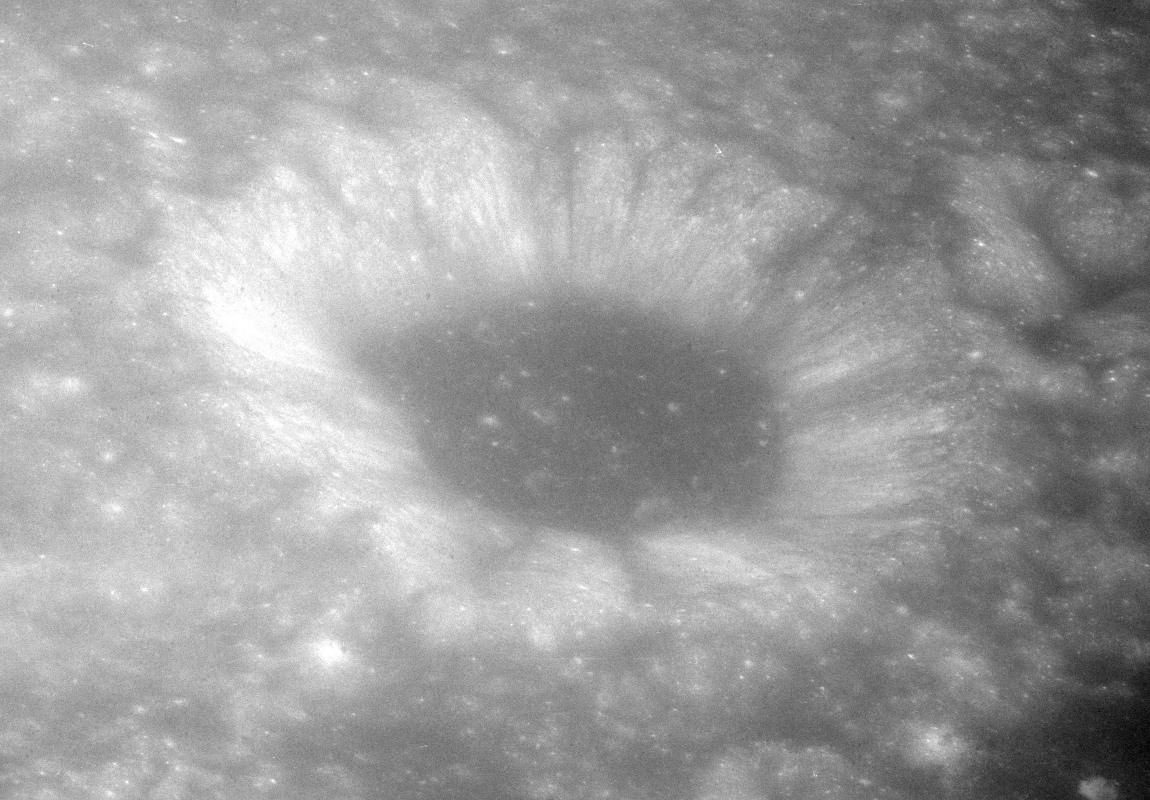
阿波罗11号拍摄的另一幅斜视图

该陨坑西北偏西毗邻阿波罗尼奥斯陨石坑；北面靠近费尔米库斯陨石坑；柏帝陨石坑位于它的东南偏南；西南偏西则是康登陨石坑。汤利陨石坑东北坐落着浪海、东南濒临泡沫海；而成功湾则位于更远的西南偏西方。该陨坑的中心月面坐标为3°25′N 63°11′E / 3.42°N 63.19°E，直径17.7公里，深度约2.82公里。
汤利陨石坑大体呈圆形状，坑壁没有受到明显的磨损和侵蚀。陨坑边缘轮廓清晰尖峭，内侧壁平整光滑且带有较高的反照率，北侧壁顶坐落着一座小陨坑，东南内壁嵌入了一对撞击坑般的凹槽，沿西南壁则分布有一串细小的撞击坑。汤利陨石坑坑壁平均高出周边地形750米。碗状的坑底较为平坦，反照率类似东南月海，除数座微小的陨坑外，地表上没有其它典型的地貌结构。
该陨坑的形态特征隶属于"SOC型"(以该类陨坑的典型代表-索西琴尼陨石坑所命名)。
在1976年国际天文学联合会重新更名前，该陨坑曾被指名为卫星坑"阿波罗尼奥斯 G"。

## 另请参阅
- Andersson, L. E.; Whitaker, E. A. . NASA RP-1097. 1982.
- Blue, Jennifer. . USGS. July 25, 2007  [2007-08-05]. （原始内容存档于2012-04-08）.
- Bussey, B.; Spudis, P. . New York: Cambridge University Press. 2004. ISBN 978-0-521-81528-4.
- Cocks, Elijah E.; Cocks, Josiah C. . Tudor Publishers. 1995. ISBN 978-0-936389-27-1.
- McDowell, Jonathan. . Jonathan's Space Report. July 15, 2007  [2007-10-24]. （原始内容存档于2012-05-26）.
- Menzel, D. H.; Minnaert, M.; Levin, B.; Dollfus, A.; Bell, B. . Space Science Reviews. 1971, 12 (2): 136–186. Bibcode:1971SSRv...12..136M. doi:10.1007/BF00171763.
- Moore, Patrick. . Sterling Publishing Co. 2001. ISBN 978-0-304-35469-6.
- Price, Fred W. . Cambridge University Press. 1988. ISBN 978-0-521-33500-3.
- Rükl, Antonín. . Kalmbach Books. 1990. ISBN 978-0-913135-17-4.
- Webb, Rev. T. W.  6th revised. Dover. 1962. ISBN 978-0-486-20917-3.
- Whitaker, Ewen A. . Cambridge University Press. 1999. ISBN 978-0-521-62248-6.
- Wlasuk, Peter T. . Springer. 2000. ISBN 978-1-85233-193-1.